# Molière
Molière (pisownia spolszczona: Molier), właśc. Jean Baptiste Poquelin (ur. 15 stycznia 1622 w Paryżu, zm. 17 lutego 1673 tamże) – francuski komediopisarz.

## Życiorys
Pochodził z rodziny mieszczańskiej, ukończył studia prawnicze, jednak pracy w zawodzie nie podjął. W 1643 r. założył w Paryżu wspólnie z Madeleine Béjart Illustre Théâtre, wędrowną trupę, która wystawiała zapomniane farsy średniowieczne oraz włoskie commedia dell’arte. Gdy zespół zbankrutował, Molière został uwięziony za długi. Po wyjściu na wolność kontynuował życie wędrownego aktora do 1658 r., kiedy jego trupa wróciła do Paryża. W 1659 roku wystawił tam swoją komedię Pocieszne wykwintnisie, która odniosła sukces, wzbudzając przychylność króla Ludwika XIV.
Molière wierzył w skuteczność nauczania ze sceny. Komedie jego odznaczają się różnorodnością i walorami artystycznymi. Uprawiał tzw. wielką komedię, widowiska farsowe, komedię heroiczną i komediobalet. Połączył w nich tradycję rodzimej farsy ludowej z elementami włoskiej commedia dell’arte i klasycznej sztuki komicznej (Arystofanes i Plaut). Prezentując galerię wiecznych typów ludzkich, dawał zarazem satyryczny obraz francuskiej obyczajowości XVII w. – ośmieszał salonową przesadę (Pocieszne wykwintnisie), niezrozumienie życia rodzinnego (Szkoła mężów, wyst. 1661, Szkoła żon, wyst. 1662), hipokryzję i zakłamanie dewotów (Świętoszek, wyst. 1664), wielkopańską pozę arystokratów (Don Juan, wyst. 1665), okrutną pogardę światowców wobec uczciwych i prostolinijnych (Mizantrop, wyst. 1666), manię gromadzenia bezużytecznych bogactw (Skąpiec, wyst. 1668). 
Molière przepoił swą twórczość humanizmem – mimo goryczy i pesymizmu wierzył w rozum ludzki i zdolność przezwyciężania zła oraz opowiadał się za wolnym i godziwym wyborem własnej drogi.
Poślubił córkę Magdaleny Bejart – Armandę. Zmarł na scenie podczas wystawiania sztuki Chory z urojenia. W trakcie czwartego aktu komedii, gdy odgrywał scenę fingowanej śmierci Argana (tytułowego chorego), Molière zaczął krztusić się krwią, ponieważ chorował na gruźlicę. Wkrótce potem zmarł. Odmówiono mu pochówku na cmentarzu, jednak po wstawiennictwie arcybiskupa Paryża został pochowany na cmentarzu katolickim poza Paryżem, później jego zwłoki zostały sprowadzone do Paryża i pochowane na cmentarzu Père-Lachaise.

## Twórczość

### Dramaty
- Zazdrość Kocmołucha (La Jalousie du Barbouillé) (tekst) (1650)
- Latający lekarz (Le Médecin volant) (tekst)
- Wartogłów, Czyli zawsze nie w porę (L'Étourdi ou les Contretemps) (tekst) (1653)
- Zwady miłosne (Le Dépit amoureux) (tekst) (1656)
- Pocieszne wykwintnisie (Les Précieuses ridicules) (tekst) (1659)
- Sganarel, Czyli Rogacz z urojenia (Sganarelle ou Le Cocu imaginaire) (tekst) (1659)
- Don Garcja z Nawary, Czyli zazdrosny książę (Dom Garcie de Navarre ou Le Prince jaloux) (tekst) (1660)
- Szkoła mężów (L’École des maris) (tekst) (1661)
- Natręty (Les Fâcheux) (tekst) (1661)
- Szkoła żon (L’école des femmes) (tekst) (1662)
- Krytyka szkoły żon (La Critique de l'école des femmes) (tekst) (1663)
- Improwizacja w Wersalu (L'Impromptu de Versailles) (tekst) (1663)
- Małżeństwo z musu (Le Mariage forcé) (1664)
- Księżniczka Elidy (La Princesse d'Élide) (1664)
- Tartuffe, Czyli Świętoszek (Tartuffe, ou L’Imposteur) (tekst) (1664)
- Don Juan, Czyli kamienny gość (Dom Juan ou Le Festin de pierre) (1664)
- Miłość lekarzem (L'Amour médecin) (1665)
- Mizantrop (Le Misanthrope ou L'Atrabilaire amoureux) (1666)
- Lekarz mimo woli (Le Médecin malgré lui) (1666)
- Melicerta (Mélicerte) (1666)
- Sielanka ucieszna (Pastorale comique) (1667)
- Sycylianin, Czyli miłość malarzem (Le Sicilien ou L'Amour peintre) (1667)
- Amfitrion (Amphitryon) (1668)
- Grzegorz Dyndała, Czyli mąż pognębiony (George Dandin ou Le Mari confondu) (1668)
- Skąpiec (L'Avare ou L'École du mensonge) (tekst) (1668)
- Pan de Pourceaugnac (Monsieur de Pourceaugnac) (1669)
- Dostojni współzalotnicy (Les Amants magnifiques) (1670)
- Mieszczanin szlachcicem (Le Bourgeois gentilhomme) (tekst) (1670)
- Psyche (Psyché) (1671)
- Szelmostwa Skapena (Les Fourberies de Scapin) (1671)
- Hrabina d'Escarbagnas (La Comtesse d'Escarbagnas) (1671)
- Uczone białogłowy (Les Femmes savantes) (1672)
- Chory z urojenia (Le Malade imaginaire) (1673)

### Wiersze
- Podziękowanie Królowi Jegomości (1663)
- Sonet do pana de La Mothe Le Vayer (1664)
- Kwartyny pod obrazem Najświętszej Panny (1665)
- Sklepienie kopuły  w katedrze Val-de-Grâce (1668)
- Wiersz do króla na uczczenie podboju Franche-Comté (1668)
- Rymowane końcówki na elegancję[2]